# 久路流平
久路 流平（くじ りゅうへい 1957年8月14日 - ）は、大阪府大阪市出身のタレント。所属事務所は昭和プロダクション。

## 人物
通称COOZY（クージー）と呼ばれ、25歳の頃からタレント活動を始める。

自らを「遊歩人」と名乗り、関西を中心にテレビ・ラジオ出演、ナレーション、執筆などの活動を続けるかたわら、年に2-3度の渡航を重ね、現在では70数カ国の渡航経験を持つ旅行家でもある。

## 出演番組
- ほっとココロSATURDAY（FM COCOLO）
- 出発進行!うめじゅんです（ラジオ大阪）
- バーばーヤング（サンテレビ）
- たむらけんじのぶっちゃ～けBar（eo光テレビ）2020年2月17日出演